# Баундари-Пик (гора, Невада)
Ба́ундари-Пик (англ. Boundary Peak — досл. «пограничная вершина») — гора в округе Эсмералда, штат Невада, США (в непосредственной близости от границы со штатом Калифорния). Высота — 4007 метров над уровнем моря, это высочайшая вершина штата. Относительная высота всего 77 м.

## География
Баундари-Пик — самая северная из вершин хребта Белые горы высотой более 4000 метров. Гора располагается на территории резервата дикой природы Баундари-Пик в составе Национального леса Иньо в юго-западной части штата Невада. От вершины до границы штата Калифорния менее 1 км, что и определило её текущее название.
Баундари-Пик, являясь самой высокой точкой Невады, немного уступает по высоте соседней вершине Монтгомери-Пик (4099 м), которая расположена уже в Калифорнии по другую сторону границы между штатами. Таким образом, с относительной высотой всего в 77 м Баундари-Пик по большинству классификаций рассматривается как побочная вершина Монтгомери-Пика. Ближайшей более высокой вершиной с относительной высотой, превышающей стандартный порог в 500 м, является гора Дюбуа.
Баундари-Пик всего на 25 метров выше Уилер-Пика, который расположен в национальном парке Грейт-Бейсин в округе Уайт-Пайн в восточной Неваде. По большинству классификаций именно Уилер-Пик будет считаться самой высокой свободностоящей горой Невады.

## Восхождения

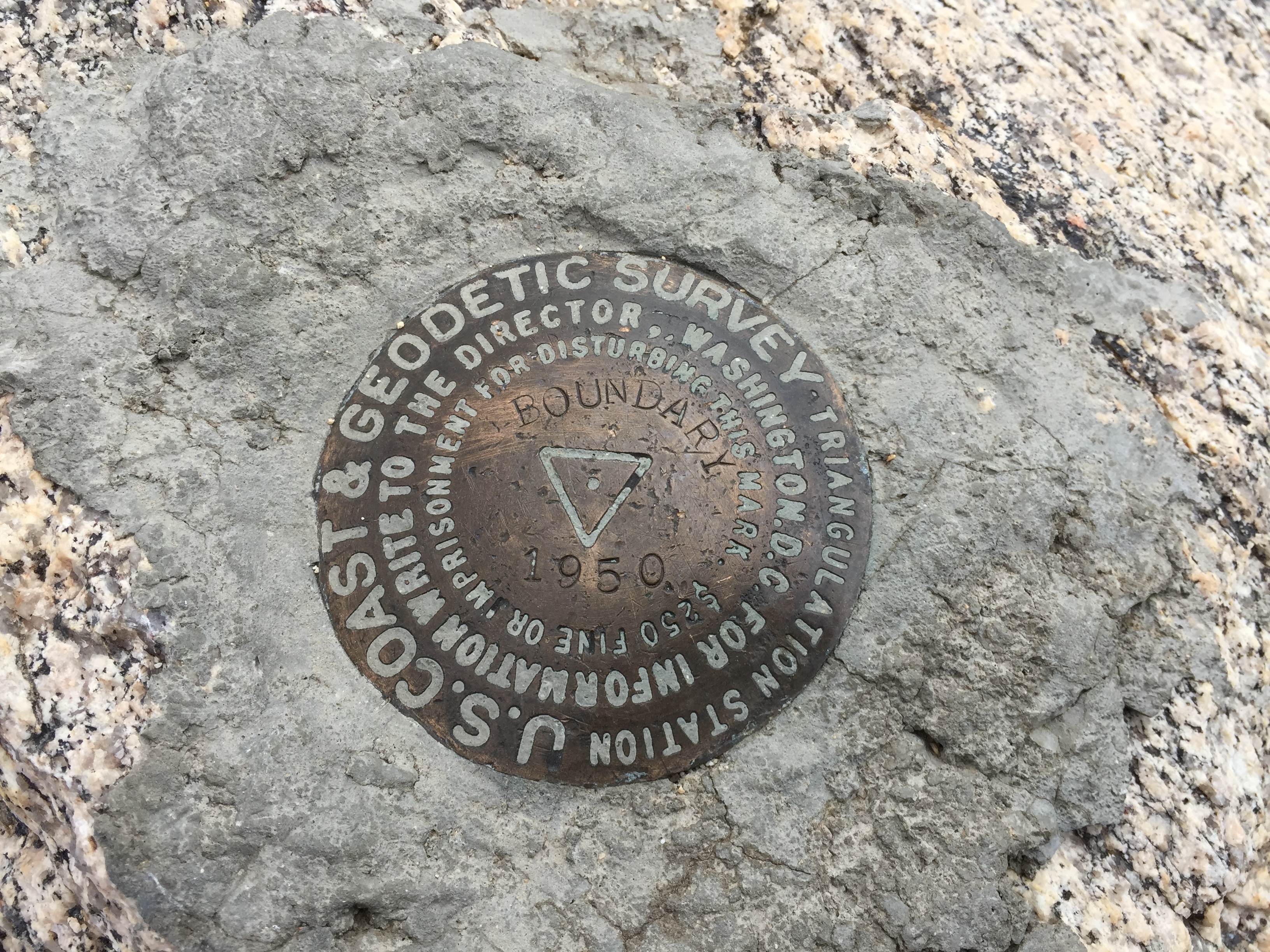
Геодезический знак на вершине

Гора технически не сложна для восхождения. Обычно на неё поднимаются со стороны Невады. Большинство маршрутов ведёт на участок хребта между Баундари-Пик и Монтгомери-Пик. Белые горы — это самая сухая горная цепь высотой 14 000 футов в Америке, поэтому на вершине обычно не очень много снега даже зимой, и зимнее восхождение не представляет особенной трудности. Но условия год от года могут различаться. Выжженные пустыни внизу становятся фантастически жаркими летом, но высокие вершины остаются относительно прохладными и ветреными. Рекомендуется связаться с представителями Лесной службы США для получения подробной информации об известных маршрутах и условиях восхождения.